# 정옥숙
정옥숙(1945년 3월 30일 ~ )은 국민 여배우 최진실과 그녀의 남동생들인 최진영, 최서준의 어머니이자 최진실의 자녀인 최환희, 최준희의 외할머니이다.